# Pub (établissement)
Pour les articles homonymes, voir Pub.
 (mai 2021).
Si vous disposez d'ouvrages ou d'articles de référence ou si vous connaissez des sites web de qualité traitant du thème abordé ici, merci de compléter l'article en donnant les références utiles à sa vérifiabilité et en les liant à la section « Notes et références ».

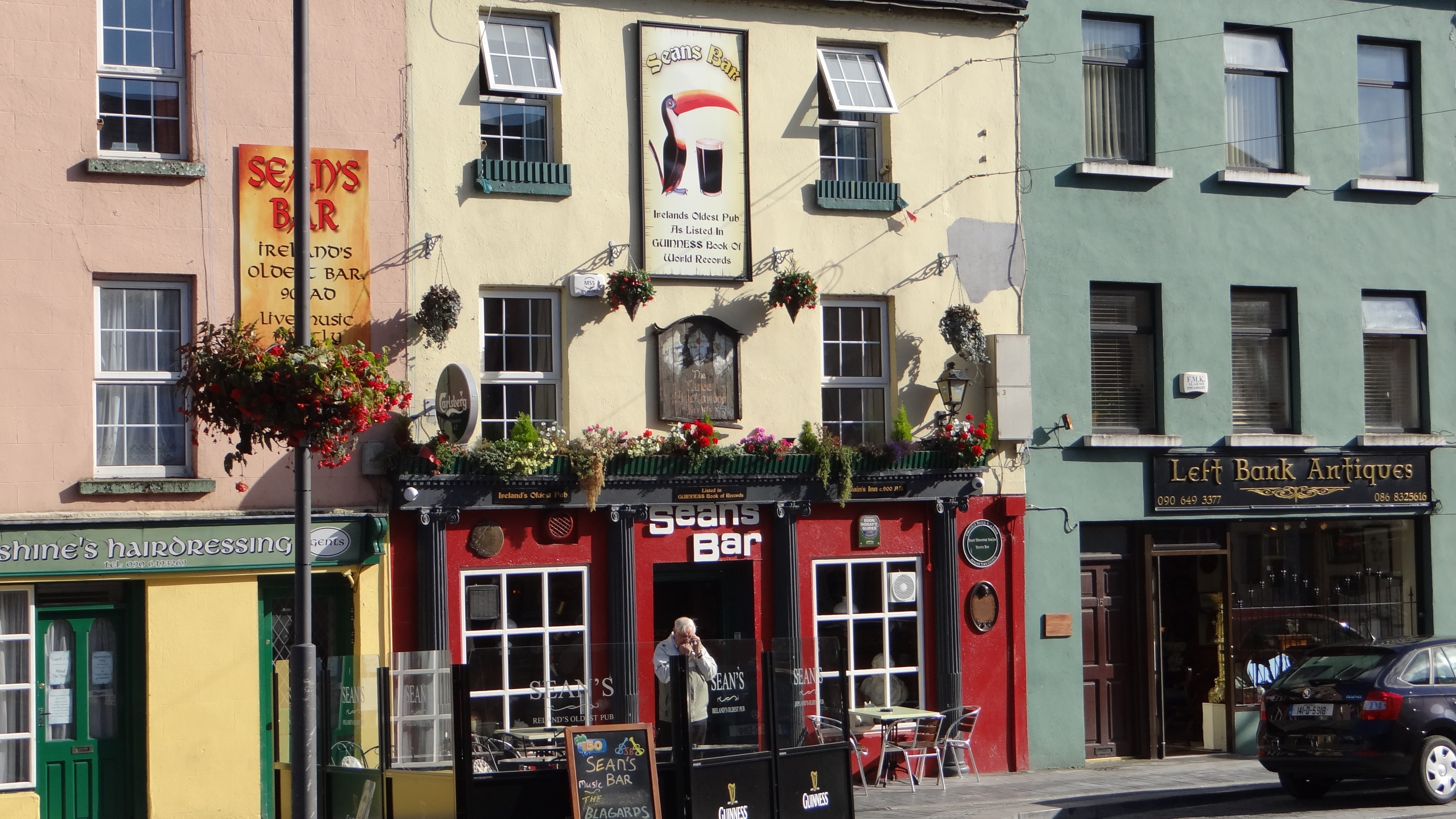
Le Sean's Bar situé à Athlone est inscrit comme le plus vieux d'Europe par le Livre Guinness des records

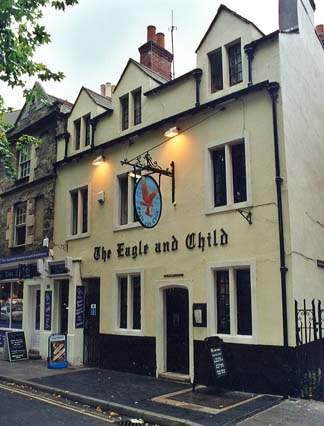
The Eagle and Child, bien connu à Oxford, était le pub préféré des Inklings.

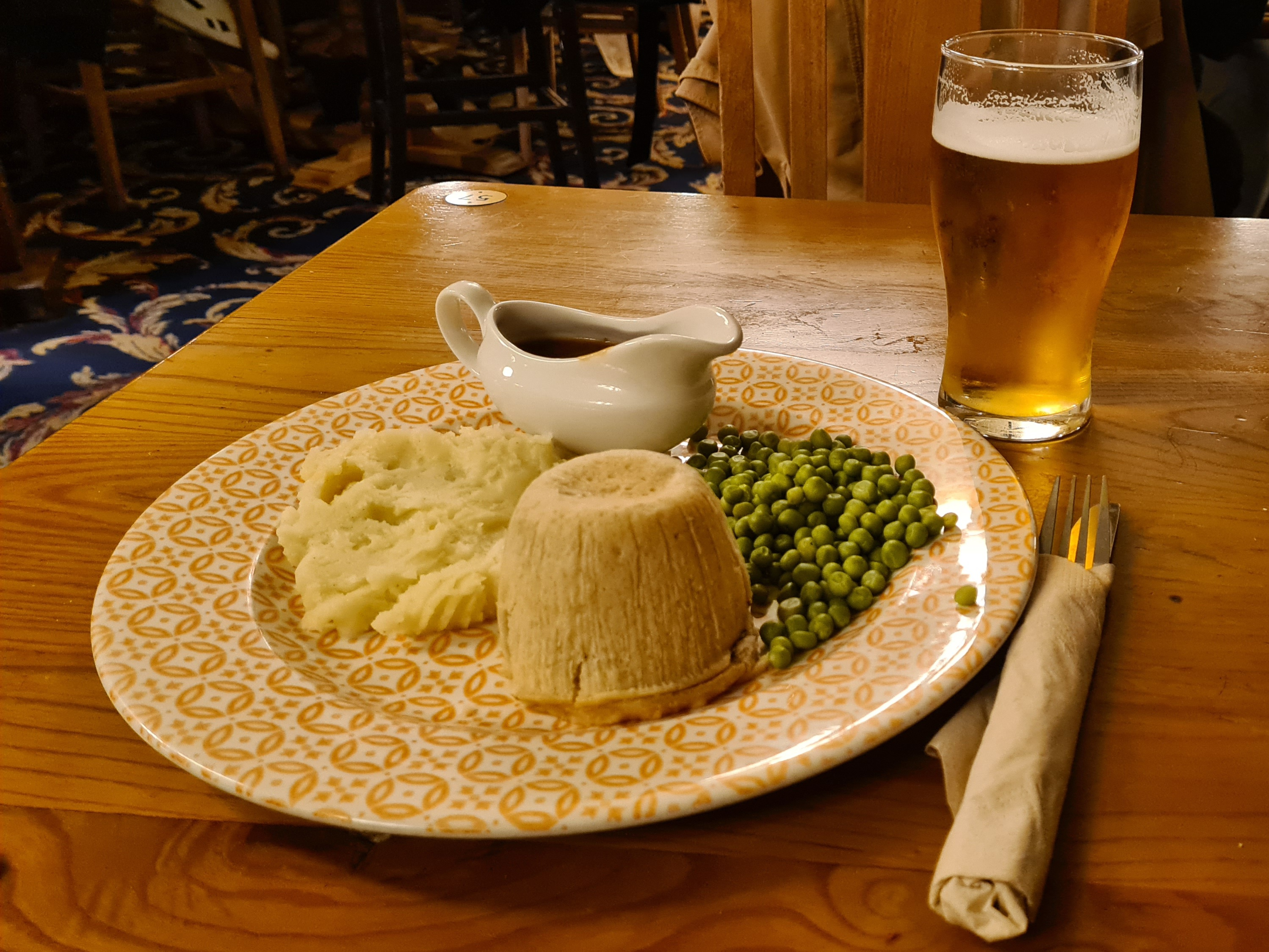
Repas typique dans un pub : steak and kidney pudding, purée de pommes de terre, petits pois, sauce au jus de viande, bière.

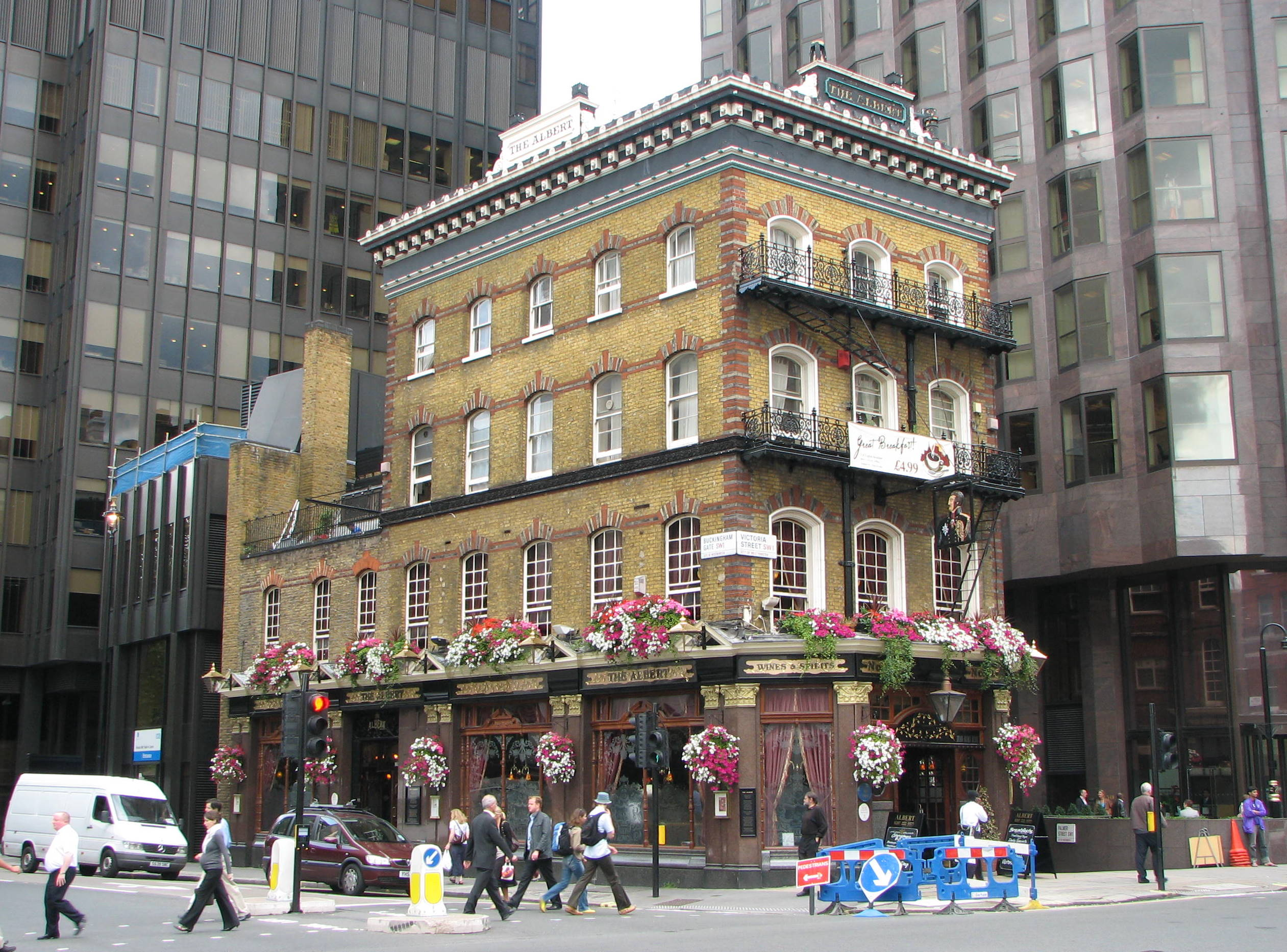
The Albert (Victoria Street, Londres).

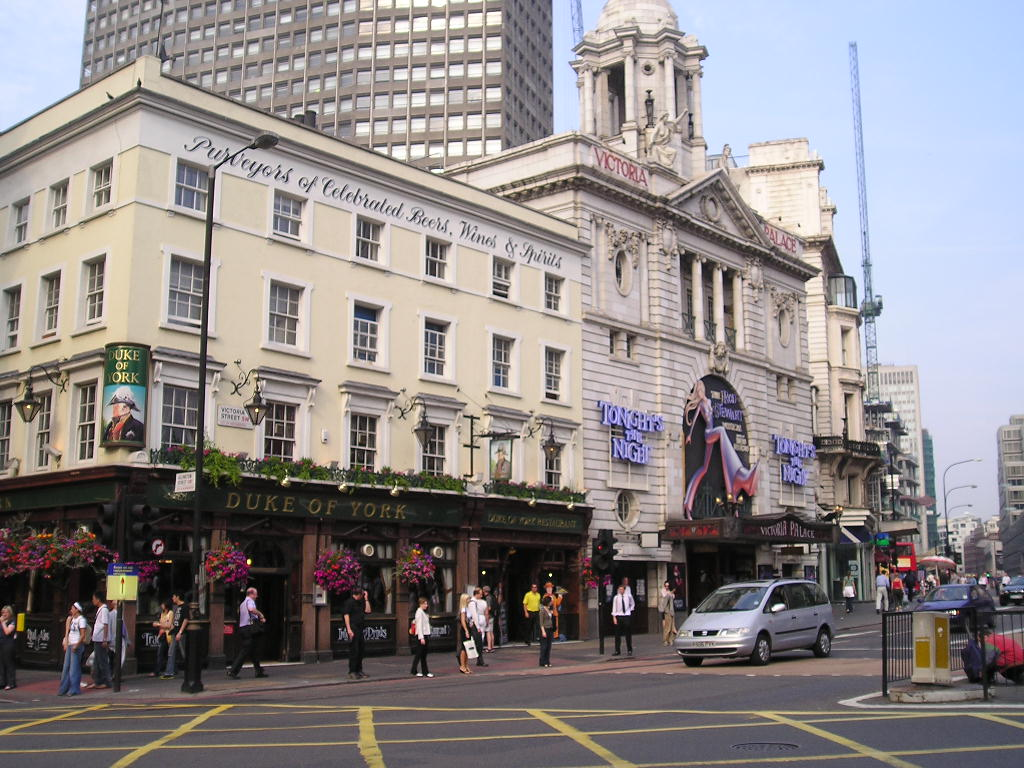
Duke of York (Victoria Street, Londres).

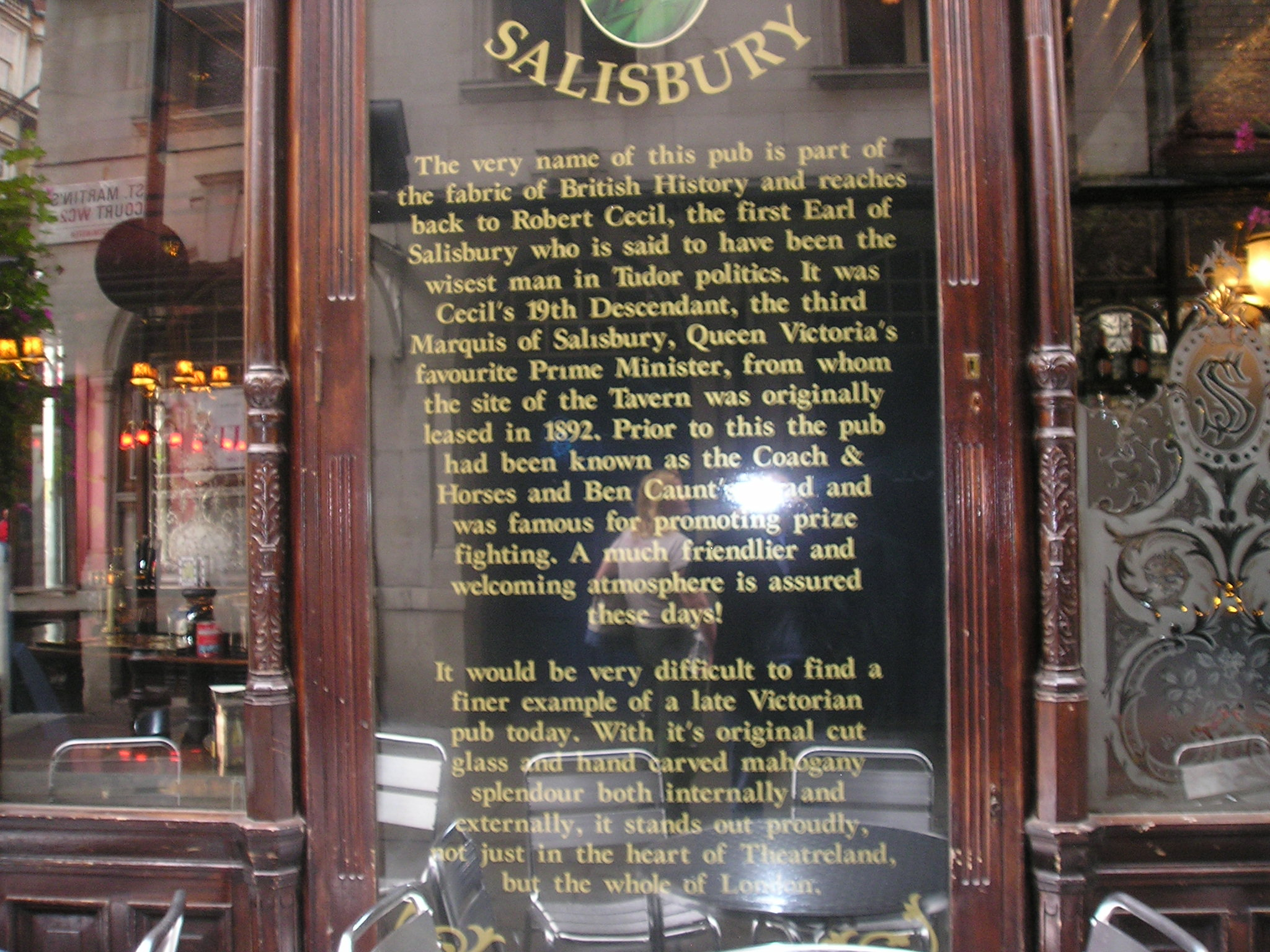
The Salisbury (St Martin's Lane, Londres).

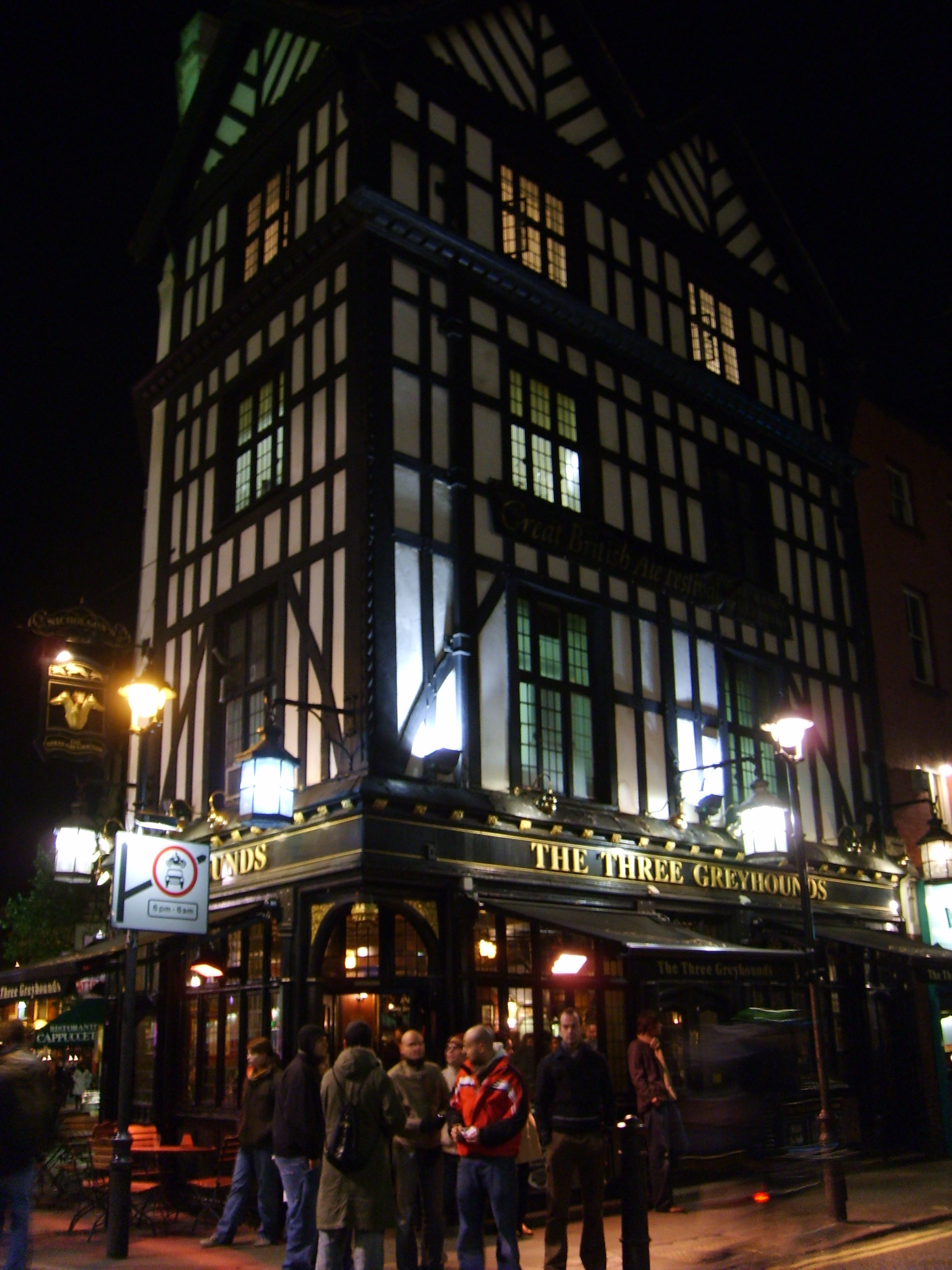
The Three Greyhounds (Soho, Londres).

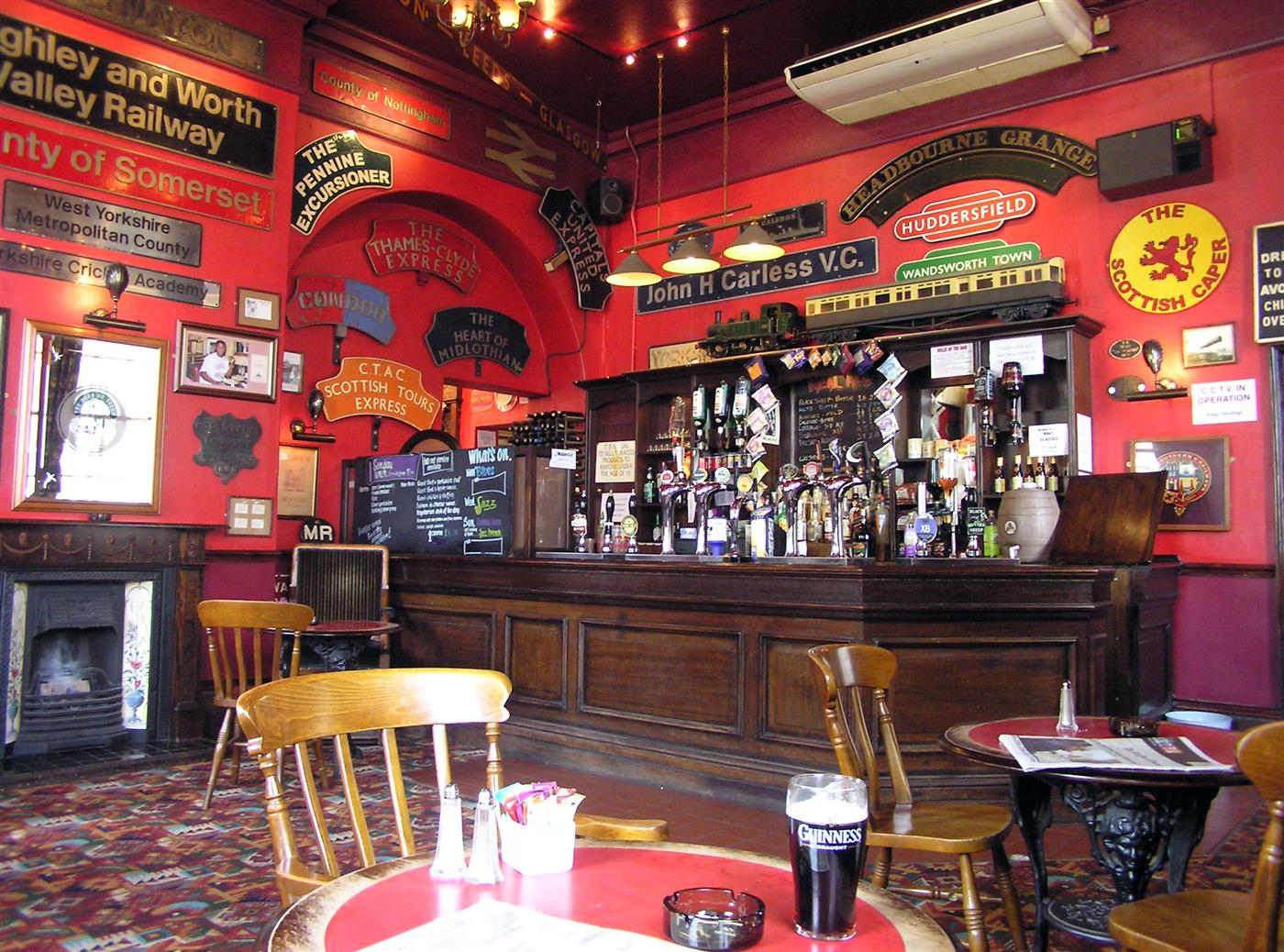
Pub anglais du Yorkshire.

Un pub (mot d’origine anglais venant de public house) est un établissement où l'on consomme des boissons généralement alcoolisées (bière, whisky) qui se trouve en grand nombre en Grande-Bretagne, en Irlande, et en Bretagne mais qui s’est également exporté dans d’autres pays anglo-saxons comme l'Australie. Il fait partie de la tradition de vie britannique, où il est d’usage de se rendre au pub en soirée afin de boire un verre entre amis. Il est également possible d’y manger : la plupart des pubs servent également des repas chauds. Il faut être majeur (18 ans) pour pouvoir entrer dans un pub et y boire de l'alcool.

## Généralités
Tous les pubs ne se ressemblent pas ; certains sont résolument orientés vers la jeunesse en diffusant une musique populaire à fort volume ; d’autres sont plus calmes et accueillent des classes d’âge plus diverses. Les premiers se rapprochent des boîtes de nuit, mais on y danse beaucoup moins. On les trouve davantage en centre-ville. Les seconds sont plus courants en périphérie et dans les campagnes anglaises, galloises, écossaises ou irlandaises. L'Irlande est réputée pour la qualité de ses pubs.
Au Royaume-Uni, le patron d’un ou plusieurs pub est appelé « publican » ou « landlord ».
Plusieurs pubs, notamment dans le sud-est du pays, commencèrent à accueillir des concerts de groupes rock dans les années 1970, donnant naissance au mouvement Pub rock, qui a influencé la musique britannique et irlandaise des années 1960, 70 et 80, jusqu'à l'arrivée massive de la dance et de la techno qui ont pénétré certains pubs, surtout fréquentés par les jeunes et les étudiants.

## Histoire
La production de ale, une bière à fermentation haute typiquement anglaise, est attestée depuis l’âge du bronze. À cette époque la fabrication de la bière est une entreprise essentiellement familiale. La construction des voies de communication par les Romains a conduit à l’apparition des auberges (inns en anglais) et des tavernes qui servaient le gîte et le couvert aux voyageurs de passage. La spécialisation dans la fabrication et le service de la bière a conduit à l’expansion des premières « maisons publiques » (« public house »). Une expansion si forte qu’elle conduira, en 965, le roi Edgar à décréter l’interdiction d’avoir plus d’un pub par village.
En 1393, à la suite de l'accroissement des difficultés de trouver un pub dans les zones urbaines, le roi Richard II décrète l’obligation de signaler les pubs par un insigne extérieur sur la devanture.
En 2012 il en avait 47,080 en Angleterre et au Pays de Galles, dont en 2022 il en restait seulement 39,973.
L’expansion coloniale de l’Empire britannique ne s’est pas faite sans les pubs, et l’on retrouve aujourd'hui une forte présence de ces établissements sur les terres des anciennes colonies britanniques - surtout en Australie et en Nouvelle-Zélande. Aujourd'hui, il y a beaucoup de pubs ayant un thème australien en Grande-Bretagne - parmi lesquels The Walkabout.
La naissance progressive de l'Union européenne et de programmes comme Erasmus, ont permis grâce aux étudiants et aux amateurs de bière à la pression la diffusion dans toute l'Europe du modèle du pub, avec bien sûr des variantes locales, régionales ou nationales. Ainsi, on trouve facilement des pubs non seulement dans les grandes villes d'Espagne, du Portugal, d'Italie ou de Grèce, mais aussi dans les villes des pays scandinaves, de Pologne, de la République Tchèque ou d'Allemagne. La France compte plusieurs milliers de pub, surtout dans l'Ouest et le Nord, à proximité de l'Angleterre ou dans des régions ayant un lien fort, parfois ancien, avec les îles britanniques (Normandie, Poitou-Charentes, Aquitaine...). Mais ce sont les régions du Sud de la France qui ont connu depuis dix ans le plus grand nombre d'ouvertures.
Comme le café ou la discothèque, le pub est un lieu de sociabilité qui a conquis le monde entier, surtout dans les grandes villes cosmopolites où existent une consommation de bières étrangères (anglaises, irlandaises, écossaises, australiennes...) importante.
Enfin, la baisse de la consommation de boissons alcoolisées ou alcooliques (en volume) dans de nombreux pays occidentaux, la forte concurrence avec d'autres types d'établissements (cafés, bars, clubs, discothèques...), le vieillissement de la population des consommateurs ainsi que le changement des mœurs, des modes de vie et du rapport à la santé, mettent en danger la pérennité de nombreux établissements européens. Le pub est même un lieu en voie de disparition à Londres, dans sa banlieue, et plus largement en Grande-Bretagne, pourtant à l'origine de ce type d'établissement.

## Culture bière
Depuis la Première Guerre mondiale et jusqu'au moins la fin des années 1970, sur décision du gouvernement qui craint que la bière ne détourne les ouvriers de la production d'armement, les pubs ferment à 21h à Londres et 20h dans le reste du pays.
En Angleterre, la législation contraignait les pubs à fermer à 23 h. La précocité de ces fermetures conduisait les clients à consommer plus rapidement en fin de soirée ce qui développa l’alcoolisme. Pour contrer cela, la législation a été modifiée et les pubs peuvent désormais rester ouverts plus tard.

### La musique
Bien que l’on trouve des pubs pour tous types de public, certains types de musique prédominent :
- Au Royaume-Uni :
  - pop
  - rock (y compris pub rock)
  - folk
  - chansons de pubs
- En Irlande ou plus généralement dans les pubs irlandais :
  - musique bretonne
  - musique celtique
  - musique traditionnelle irlandaise
  - musique traditionnelle galicienne
- En Australie
  - Rock australien
  - Musique country australienne

## Galerie photo

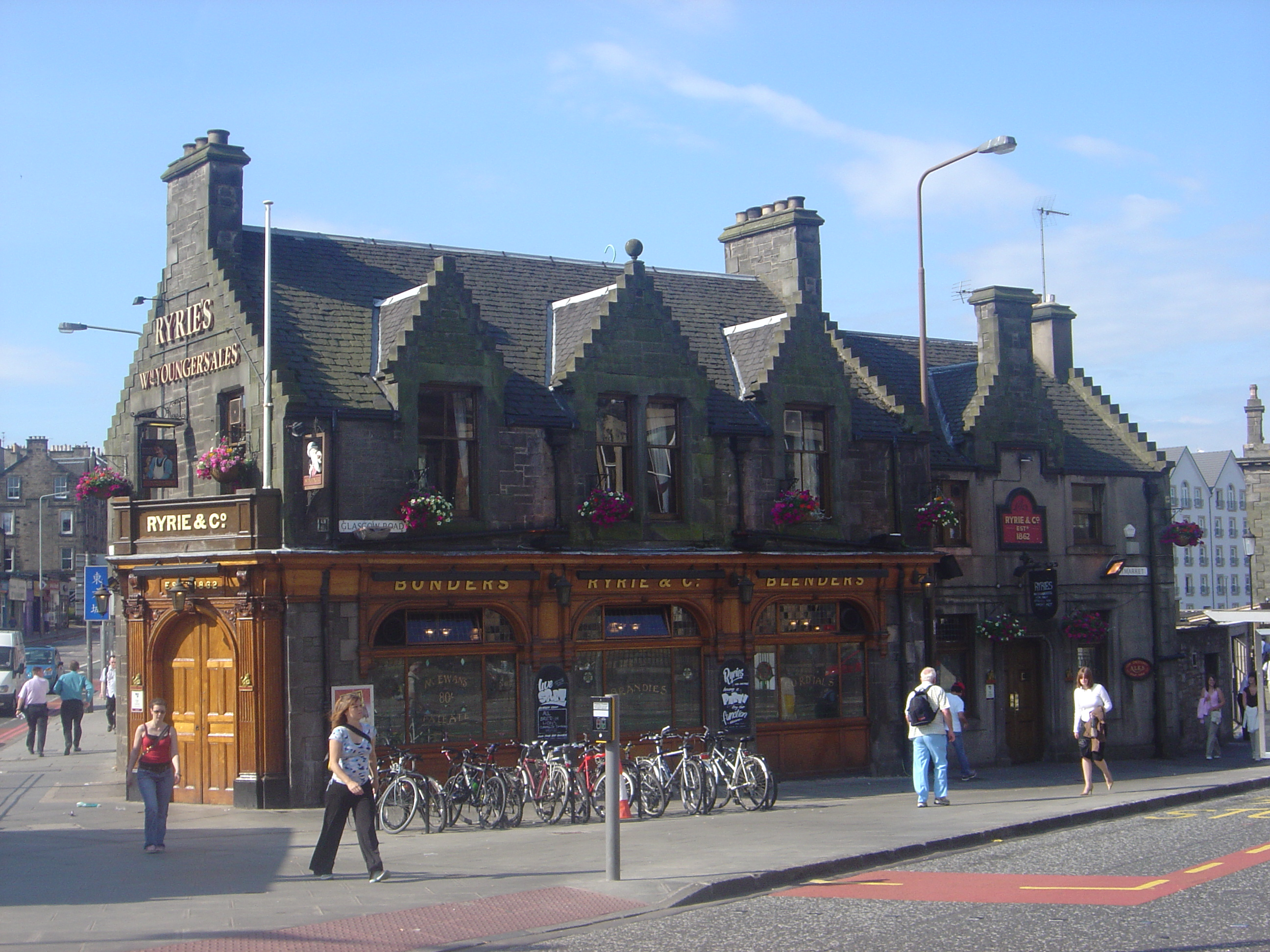
Le "Ryries Bar", à Édimbourg (Écosse).
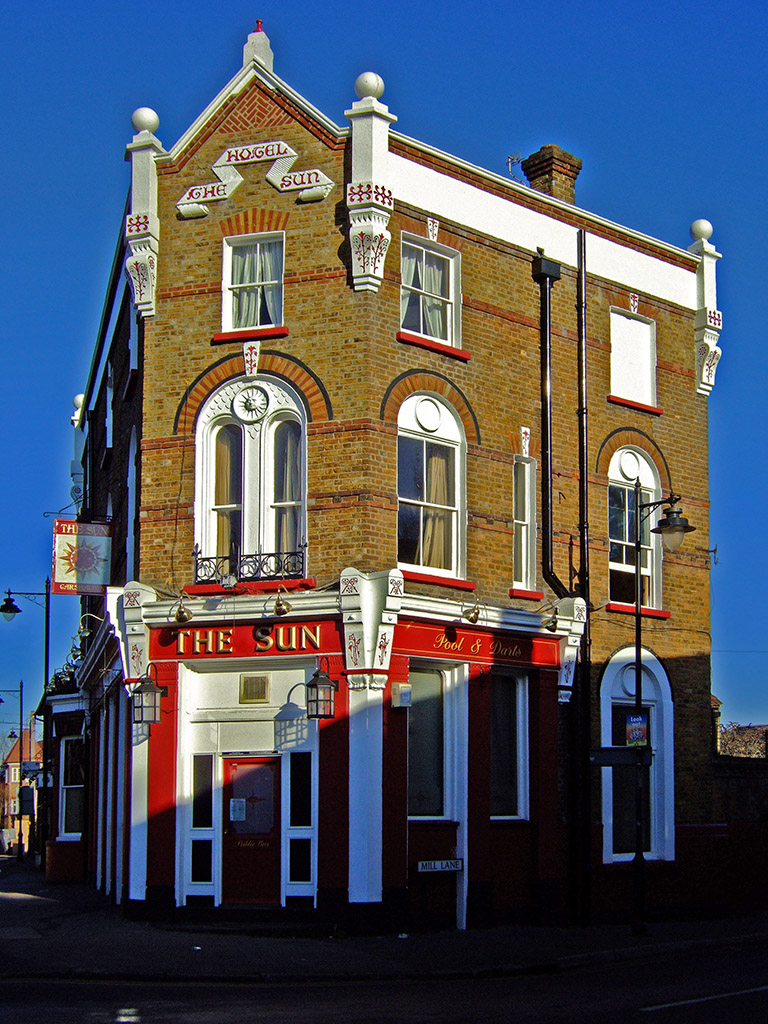
"The Sun" à Carshalton (Surrey, Royaume-Uni).
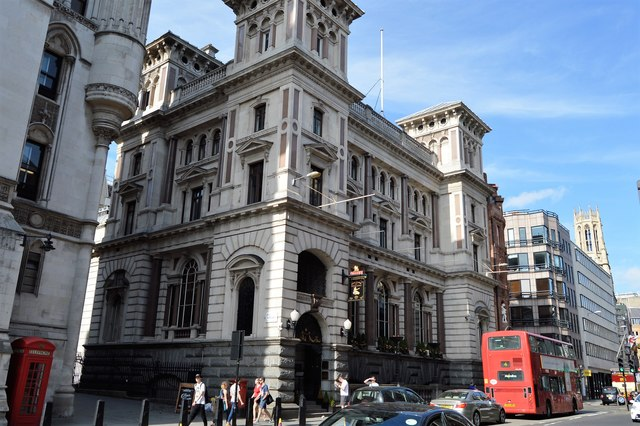
The Old Bank of England, Fleet Street, Londres
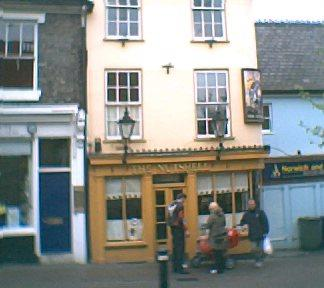
Le Nutshell, le plus petit pub d'Angleterre, situé à Bury St Edmunds.
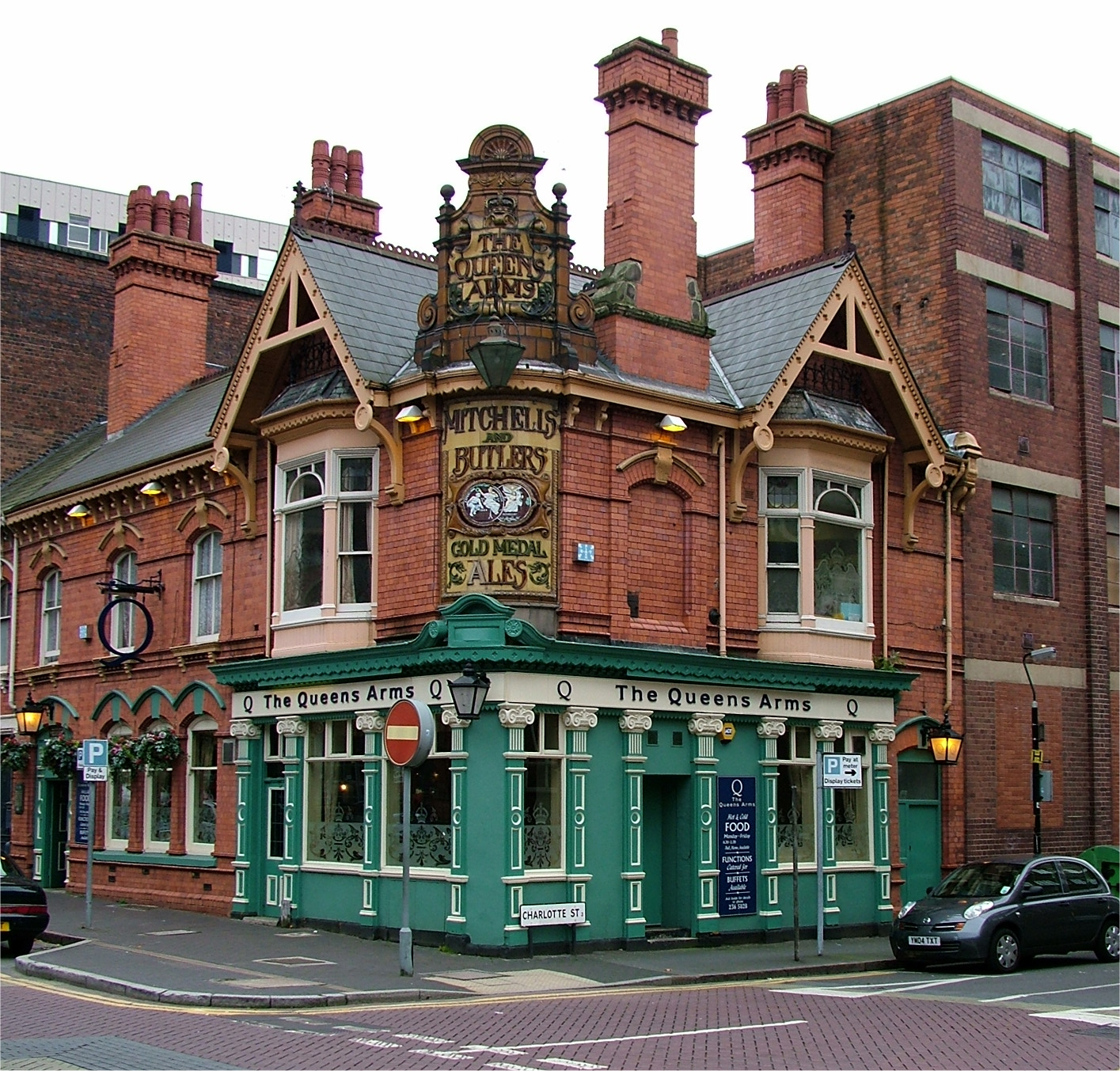
Le "Queens Arms" à Birmingham (Angleterre).
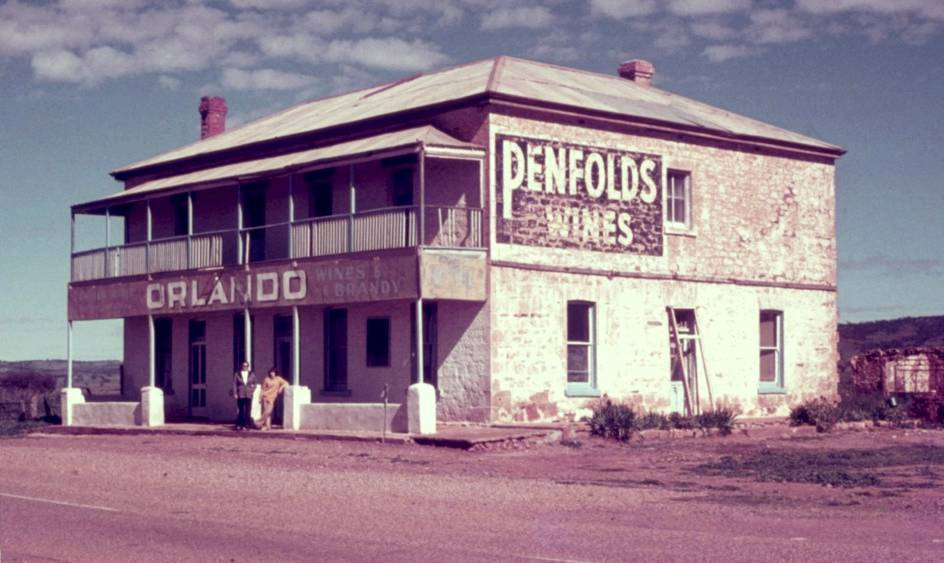
Un Pub australien - le Yatina Hotel en Australie-Méridionale en 1974.
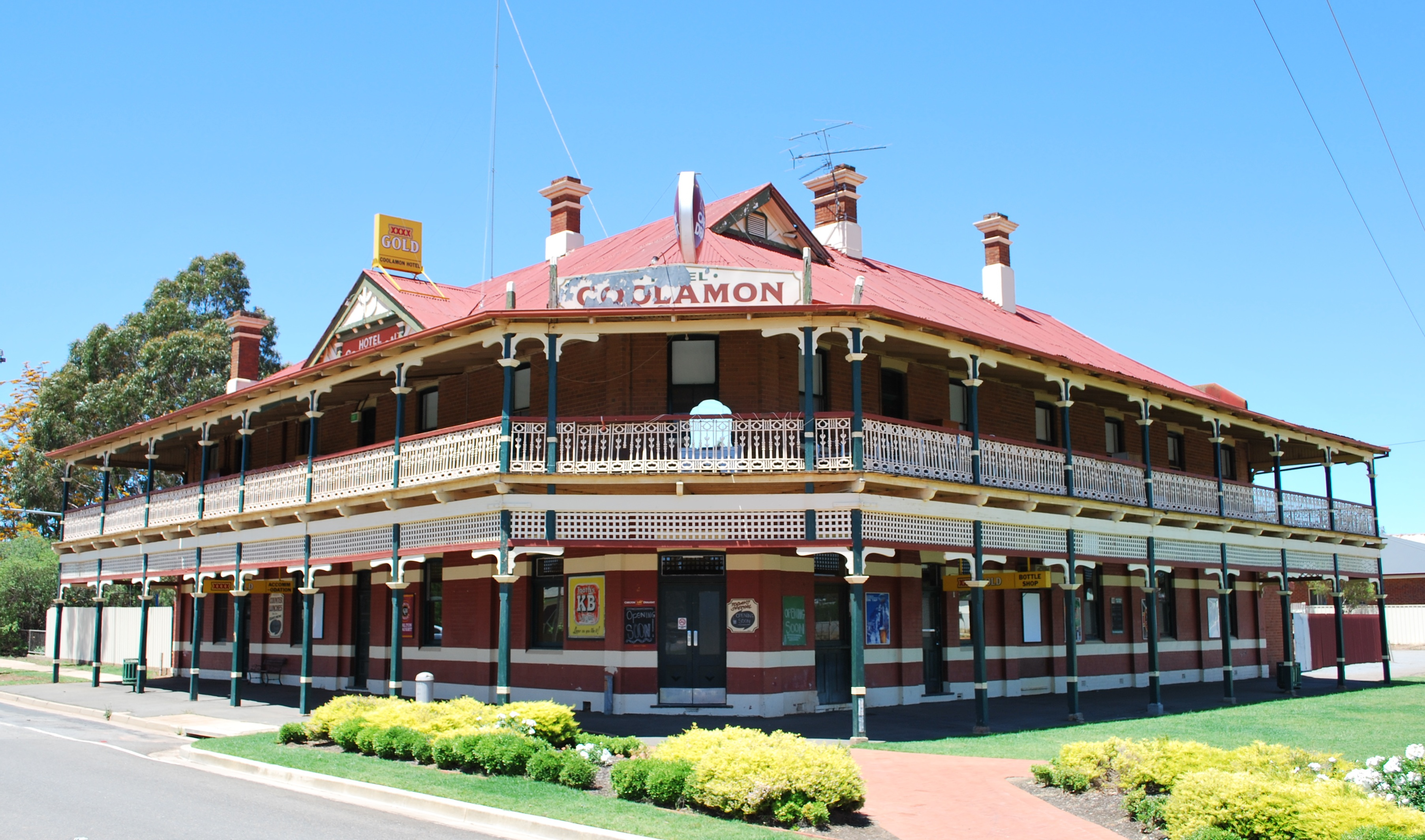
Coolamon Hotel, Coolamon en Nouvelle-Galles du Sud
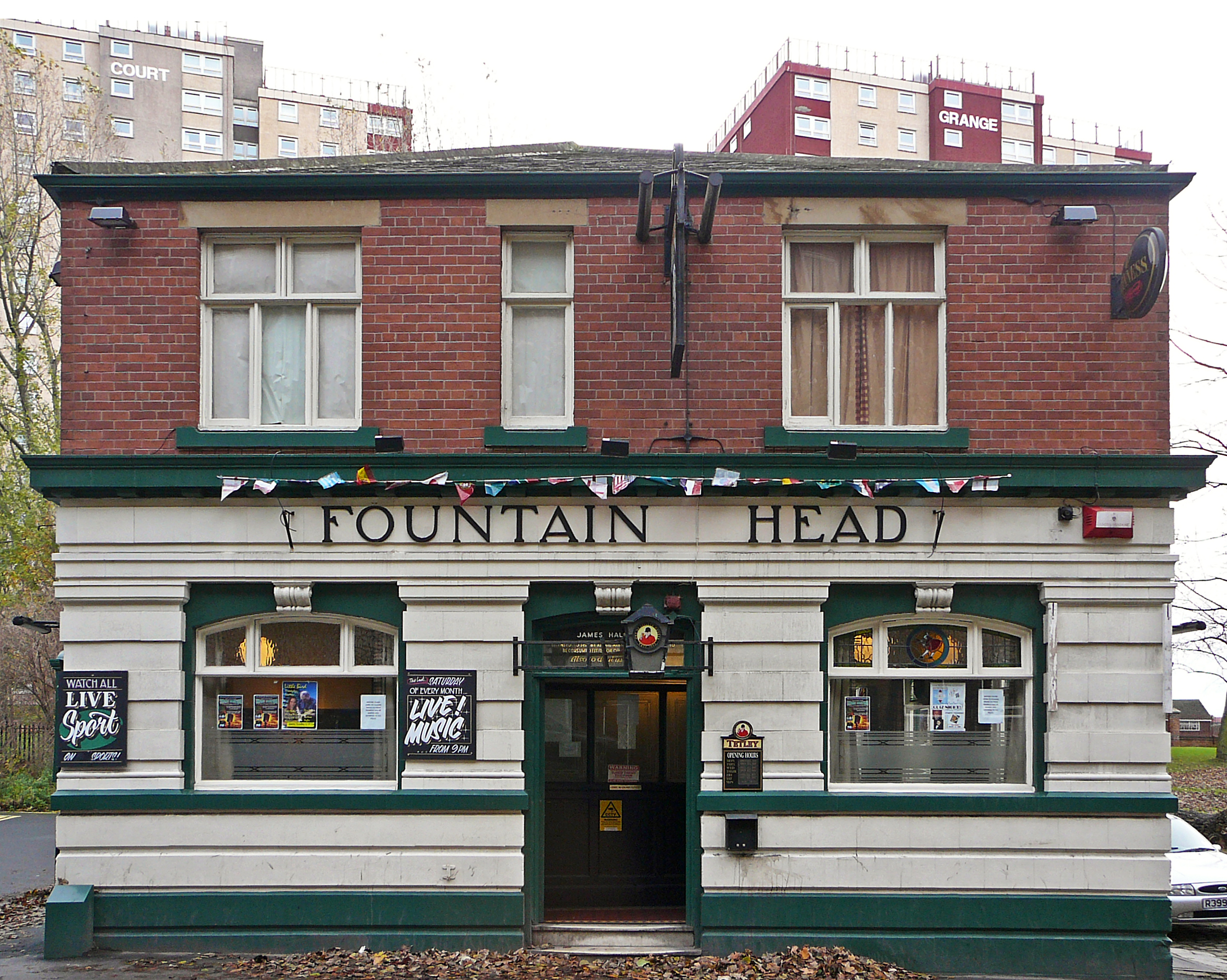
Fountain Head (Leeds).
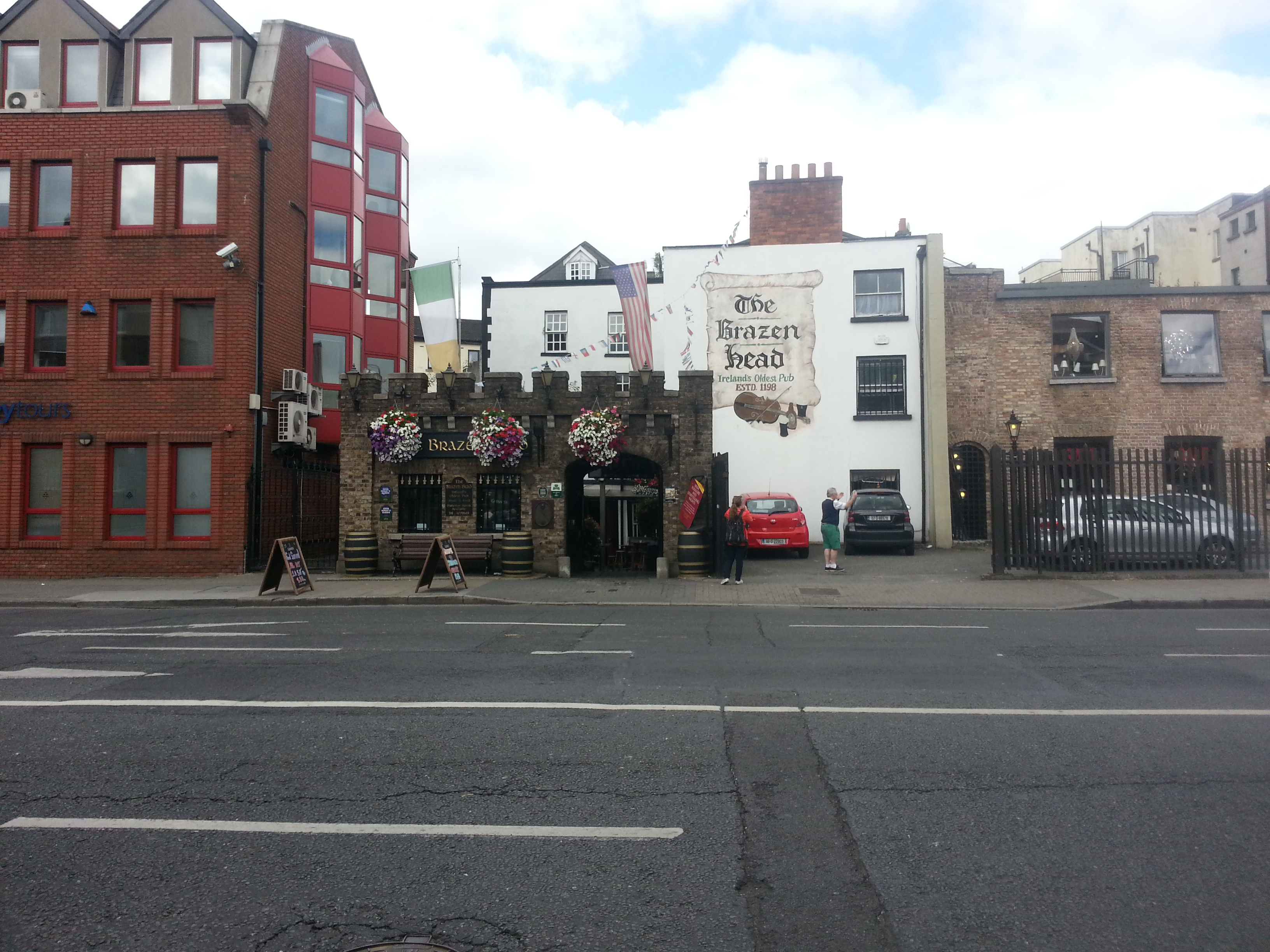
The Brazen Head (Dublin).